# Palazzo di Spagna
Palazzo di Spagna è un edificio posto a Roma in Piazza di Spagna, estendendosi su via Borgognona e via Mario dei Fiori, sede dell'ambasciata spagnola presso la Santa Sede, dalla quale la piazza assunse il nome nel XVII secolo.
L'area di terreno occupata dal palazzo è di 3.589 m² con 11.000 m² di costruzione tra piante e terrazzi che costituiscono una delle opere architettoniche più belle e ricche dell'epoca. Nel corso dei secoli XVII e XVIII il palazzo fu il centro di un sontuoso e vivace mondo di feste che animava anche Piazza di Spagna, teatro degli eventi più brillanti del suo tempo, spettacoli pubblici patrocinati dall'ambasciatore spagnolo.

## Storia e descrizione

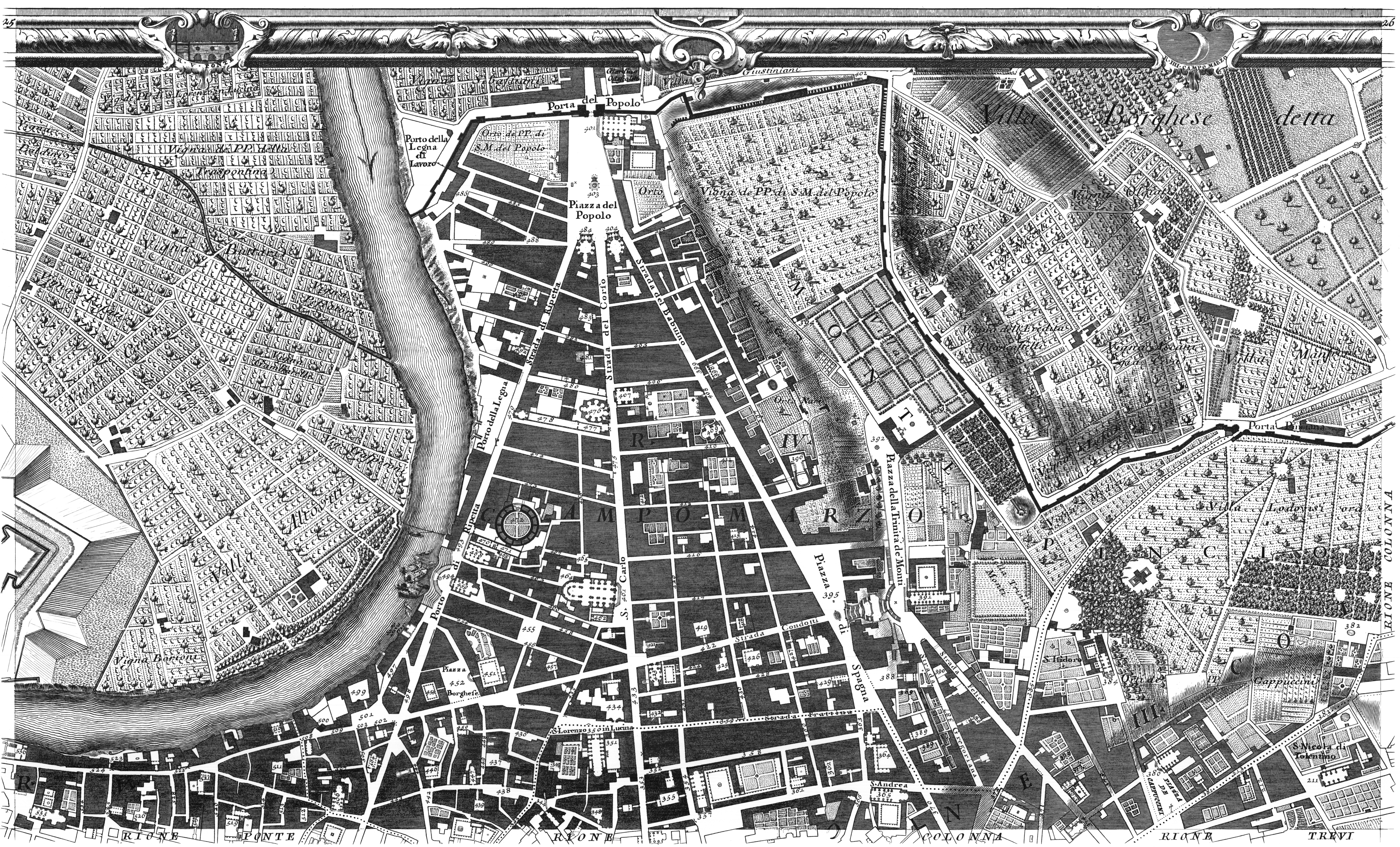
Al n. 429 Palazzo di Spagna nella Pianta di Giovan Battista Nolli

Costruito tra 1592 e 1601 dall'architetto Carlo Lambardi per la famiglia Iacobilli, con tratti di ispirazione sangallesca nei bugnati dei fornici e dei cantonali, poi appartenuto ai Monaldeschi e utilizzato sin dal 1620 in affitto dai diplomatici spagnoli, fu acquistato tramite un agente italiano, Bernardino Barber, nel 1647 da Iñigo Vélez de Guevara, conte di Oñate e Villamediana per conto di Filippo IV, per farne adeguata dimora permanente della rappresentanza diplomatica di Spagna, istituita fin dal secolo XV presso la Santa Sede, ma che fino ad allora non aveva avuto una sede stabile, estendendo la immunità diplomatica anche alle aree adiacenti. Subito dopo furono acquistate altre quattro case adiacenti al palazzo per ampliare l'edificio. A seguito del definitivo acquisto nel 1654, il re Filippo IV inviò 19.000 ducati per la manutenzione e la riparazione.
A proseguire i lavori fu l'architetto Antonio Del Grande (1625–1671) probabilmente partendo dai disegni di Francesco Borromini che aveva progettato l'atrio e la scalinata. La presenza della importante rappresentanza diplomatica su piazza Mignanelli fu causa del mutamento del nome dell'intera piazza in quello attuale.
Pur non avendo avuto fino a tutto il secolo XVIII particolari pregi architettonici degni di essere annotati nelle guide della città, nei primi anni del XIX secolo, gli interni vennero decorati in forme neoclassiche e pompeiane da Felice Giani e Liborio Coccetti, ma l'occupazione subita dalle truppe napoleoniche e il terremoto del 1812 ridussero il palazzo ad una condizione di rovina tale da suggerirne la cessione, che tuttavia venne impedita dai sovrani per non rinunciare al prestigio storico acquisito dall'immobile, dovendo tuttavia versare ingenti somme per il suo restauro affidato ad Antonio Celles e ai fratelli Giuseppe e Giulio Camporese. Dal 1812 la facciata fu interamente rifatta in forme neoclassiche dall'architetto francese Pierre Adrien Paris, che centrava gli ingressi, mentre l'aggiunta dei due balconi laterali è da riferire al periodo 1838-1857, il balcone centrale venne aggiunto solo nel 1953.

Nella prima metà del XVIII secolo vi fu allestito un teatro dal cardinale Troiano d'Acquaviva ministro plenipotenziario della Spagna presso la Santa Sede. 

L'ambasciata ospita una collezione di arazzi dei secoli XVI e XVII appartenuti alla famiglia Borbone-Orleans provenienti dal Palazzo Galliera di Bologna, con motivi romani e biblici. Le pareti della sala da pranzo formale sono adornate da tre splendidi arazzi in lana e seta del XVIII secolo, provenienti dal Palazzo Reale di Madrid, rappresentanti scene della vita di Telemaco, secondo cartoni disegnati da Rubens. Le sale hanno la presenza di dipinti del Museo del Prado di autori illustri come Federico Madrazo, Vicente López, Nattier, Mengs, Mario Nuzzi, tra gli altri. Tra le sculture spiccano due busti di Gianlorenzo Bernini del 1619, El alma beata e El alma condenada.
L'8 settembre 1857 Papa Pio IX inaugurò la Colonna dell'Immacolata che presiede Piazza di Spagna in ricordo della definizione del dogma dell'Immacolata di cui la Spagna fu tenace difensore.

## Eventi importanti

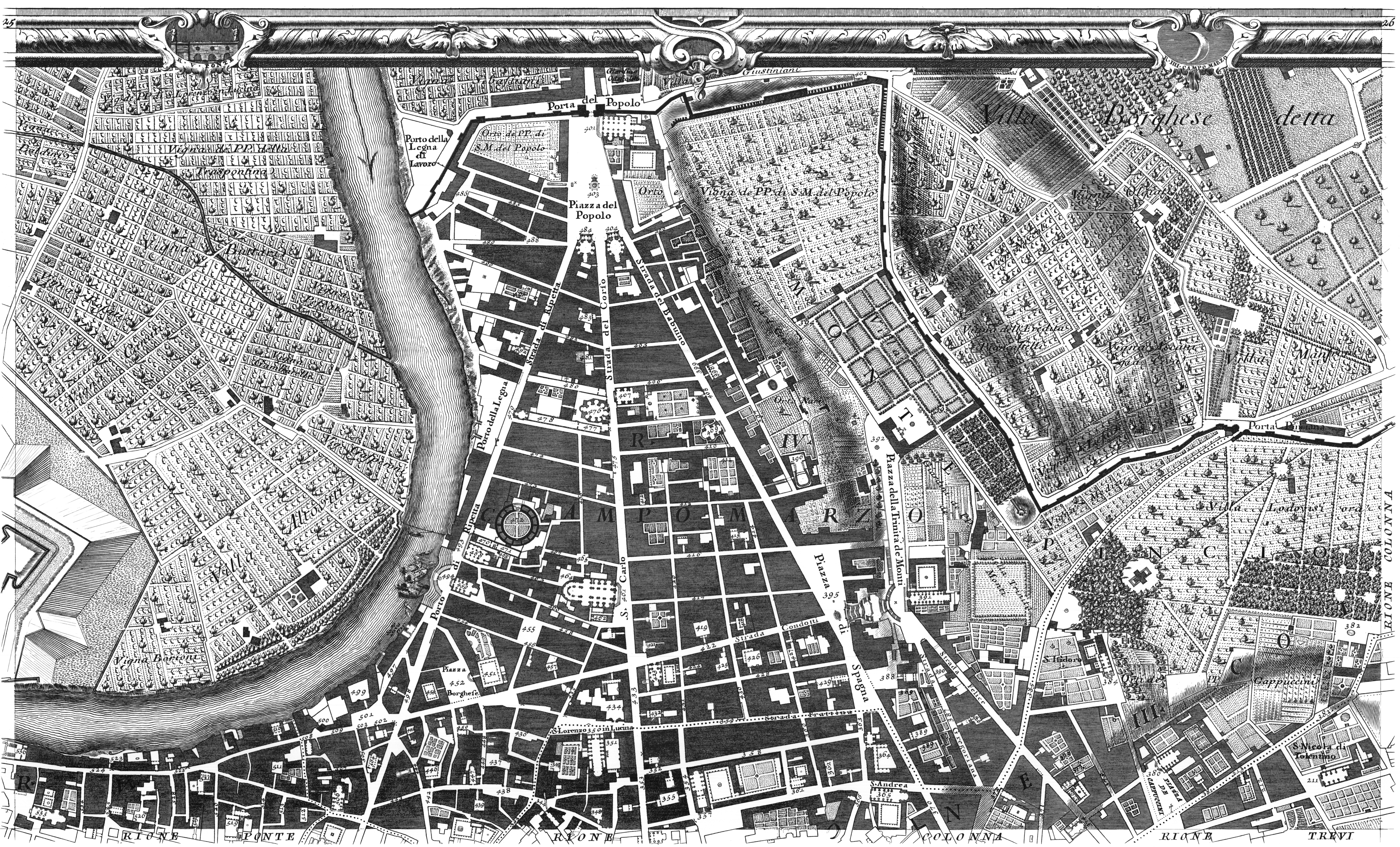
Al n. 429 Palazzo di Spagna nella Pianta di Giovan Battista Nolli

Nel 2024, è stata l'unica rappresentanza diplomatica a ospitare un concerto in omaggio a Guglielmo Marconi, in occasione del 150º anniversario della sua nascita. All'evento hanno partecipato diverse autorità e rappresentanti della nobiltà capitolina, tra cui la Principessa Elettra Marconi e il Principe Guglielmo Giovanelli Marconi.